# ジェイアール東海ホテルズ
株式会社ジェイアール東海ホテルズ（ジェイアールとうかいホテルズ、英: JR Tokai Hotels Co., Ltd.）は、愛知県に本社を置く東海旅客鉄道（JR東海）の完全子会社（連結子会社）。

## 運営ホテル
ホテルアソシア高山リゾート
所在地：岐阜県高山市越後町1134
ホテルアソシア豊橋
所在地：愛知県豊橋市花田西宿
名古屋マリオットアソシアホテル
所在地：愛知県名古屋市中村区名駅一丁目1番4号（JRセントラルタワーズ内）
名古屋JRゲートタワーホテル
所在地：愛知県名古屋市中村区名駅一丁目1015番15（JRゲートタワー内）
ホテルアソシア新横浜
所在地：神奈川県横浜市港北区新横浜二丁目100番45号（新横浜中央ビル）
ホテルアソシア静岡
所在地：静岡県静岡市葵区黒金町56番地

## ギャラリー

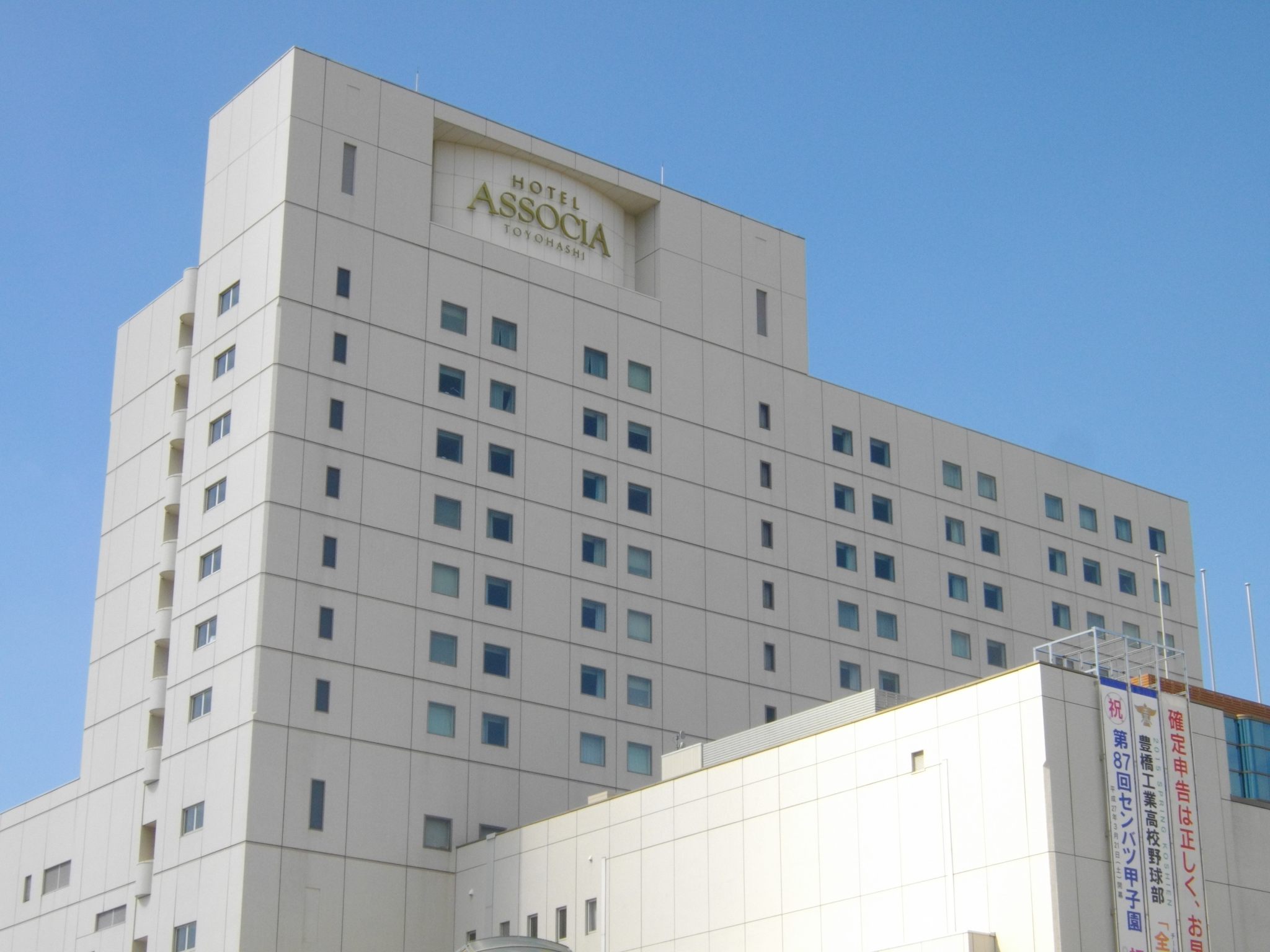
ホテルアソシア豊橋
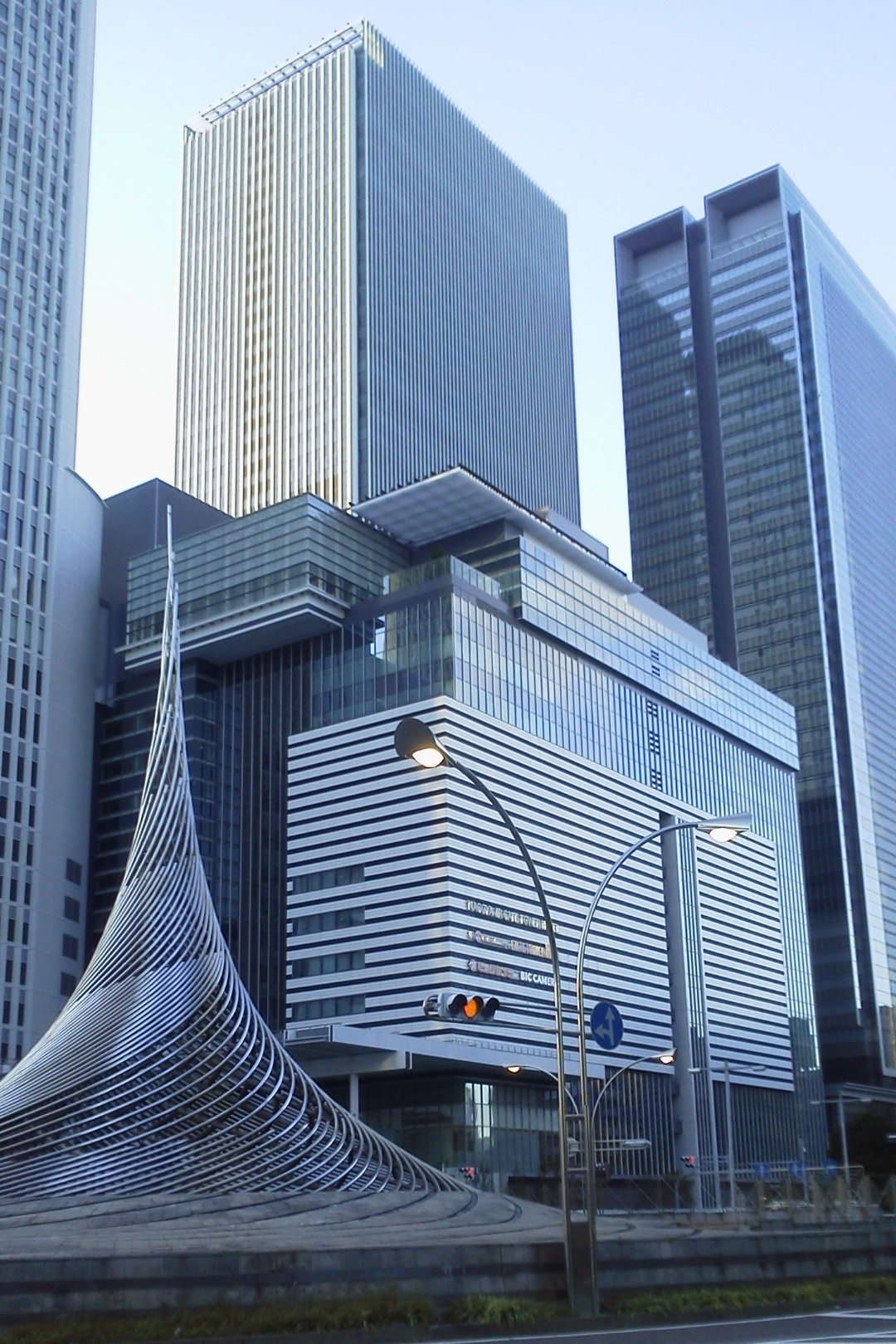
名古屋JRゲートタワーホテル
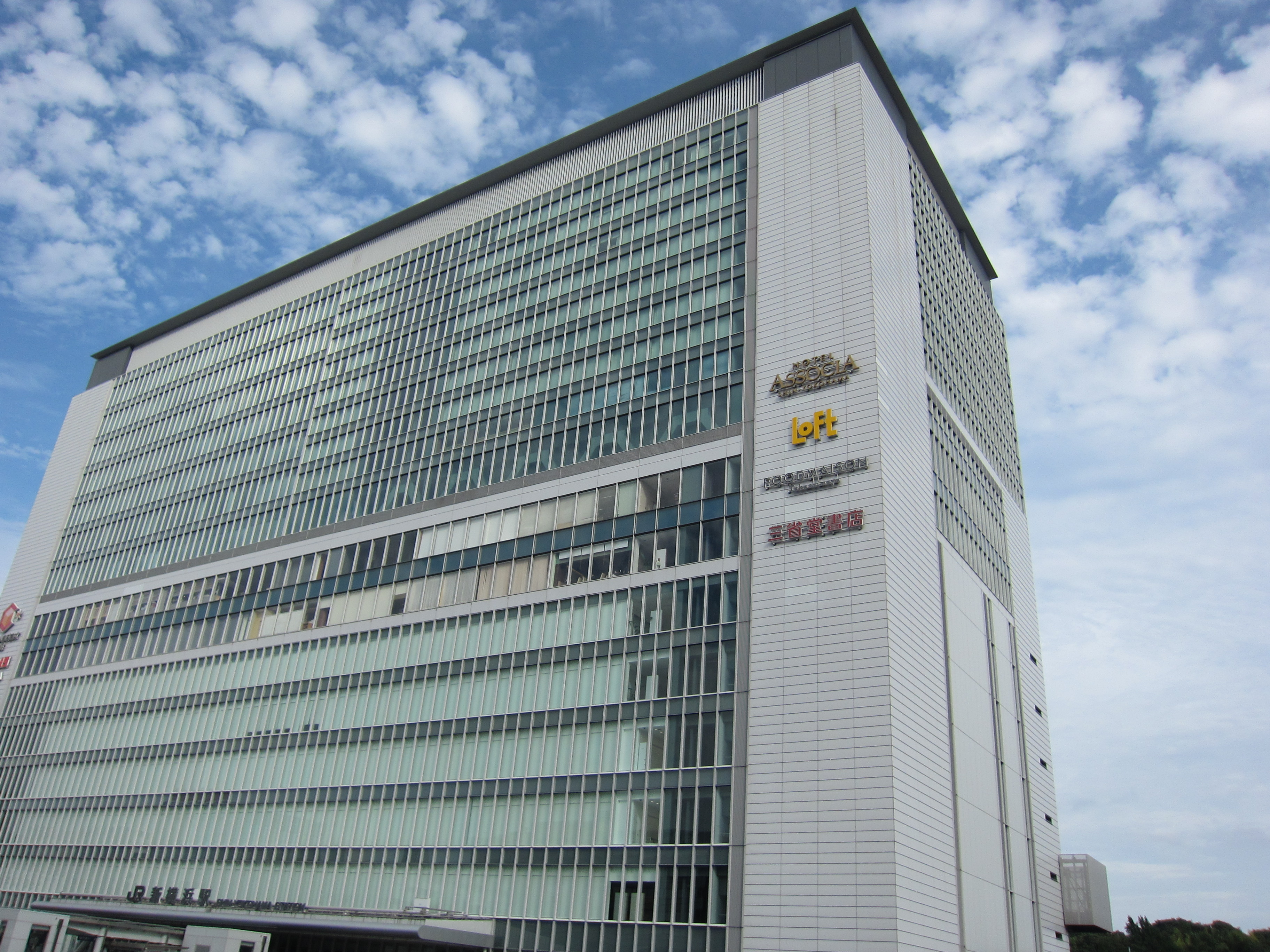
ホテルアソシア新横浜
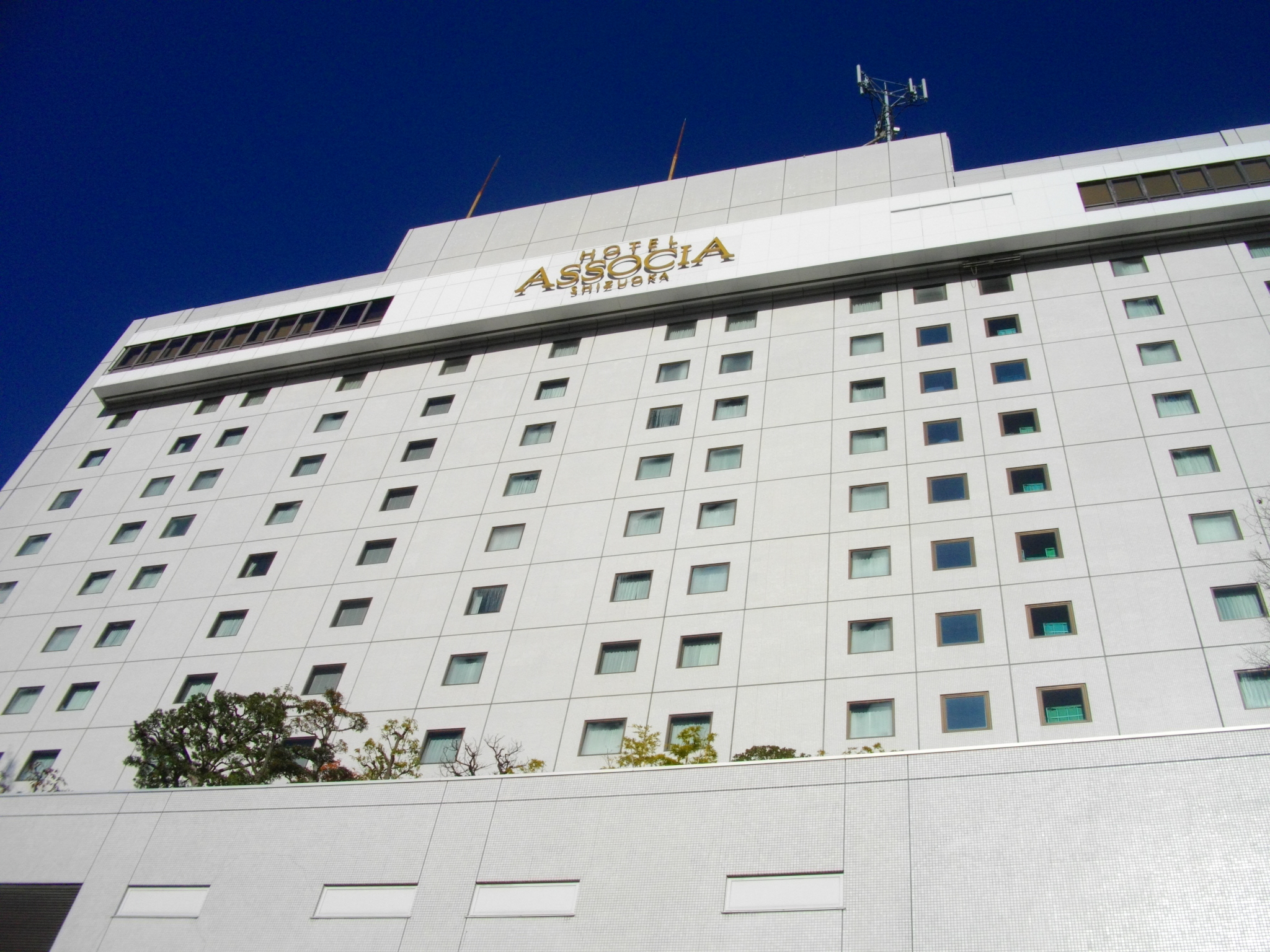
ホテルアソシア静岡

## 沿革
- 1992年（平成4年）7月8日 - 株式会社ジェイアール東海ホテルズ設立。
- 1993年（平成5年）7月22日 - 静岡ターミナルホテル、名古屋ターミナルホテルと共に「アソシアホテルズ&リゾーツ」結成。
- 1994年（平成6年）7月14日 - ホテルアソシア高山リゾート開業。
- 1997年（平成9年）6月11日 - ホテルアソシア豊橋開業。
- 2000年（平成12年）5月17日 - 名古屋マリオットアソシアホテル開業。
- 2002年（平成14年）1月1日 - 「アソシアリゾートクラブ」を設立しホテルアソシア高山リゾートの運営を直営化。
- 2008年（平成20年）
  - 4月1日 - ホテルアソシア新横浜を開業。
  - 7月1日 - 静岡ターミナルホテル株式会社を子会社化。
- 2015年（平成27年）4月1日 - 静岡ターミナルホテル株式会社を吸収合併し、ホテルアソシア静岡の運営を直営化。
- 2017年（平成29年）
  - 4月17日 - 名古屋ゲートタワーホテル開業。
  - 7月1日 - JR東日本ホテルズ・JR九州グループホテルによる会員組織である「JRホテルメンバーズ」加盟[4]。

## 労働組合
- ジェイアール東海ホテルズ労働組合（JR東海グループ労働組合連合会）